# Pierre-la-Treiche
Pierre-la-Treiche – miejscowość i gmina we Francji, w regionie Grand Est, w departamencie Meurthe i Mozela.
Według danych na rok 1990 gminę zamieszkiwały 674 osoby, a gęstość zaludnienia wynosiła 52 osób/km² (wśród 2335 gmin Lotaryngii Pierre-la-Treiche plasuje się na 497. miejscu pod względem liczby ludności, natomiast pod względem powierzchni na miejscu 424.).